# Herrestads AIF
Herrestads AIF är en idrottsförening med c:a 1000 medlemmar från Herrestad ett par kilometer väster om Uddevalla i Sverige. Det är en sektionsförening med fyra olika sektioner. De fyra sektionerna är fotboll, orientering, gymnastik och innebandy. Föreningen räknas till en av de allra största barn- och ungdomsföreningarna i distriktet. 
Föreningen grundades den 9 juni 1935. Sektionerna som fanns då var fotboll, friidrott och skidor. Orienteringssektionen bildades först fyra år senare, 1939. Efter det låg sektionen lågt ett tag för att sedan blomstra upp igen på slutet av 1960-talet. 
Genom årens lopp har föreningen haft många olika sektioner. Bland annat bandy, gång och bordtennis. Orienteringssektionen hade stora framgångar i slutet av 1980-talet då bl.a. Veronica Andersson vann Hällefors tredagars. I slutet av 1900-talet gjordes en satsning på nybörjarkurser och antalet ungdomar i sektionen ökade kraftigt. 
Föreningens seniorlag i fotboll har båda vunnit sina respektive div 3-serier under säsongen 2021 och spelar i div 2 kommande säsong. För herrlaget blir det första gången någonsin som representationslaget spelar så pass högt upp i seriesystemet. 
Föreningen startade 2006 en innebandy-sektion, med både ett herr- och ett damlag samt ett flertal ungdomslag.